# Ramura gigant asimptotică

Evoluția stelelor de diferite mase este reprezentată în diagrama Hertzsprung-Russell. Ramura gigant asimptotică este aici desemnată prin AGB pe curba verde care trasează evoluția unei stele de.

Ramura gigant asimptotică (în engleză asymptotic giant branch: AGB, iar în franceză branche asymptotique des géantes)  este o regiune a diagramei Hertzsprung-Russell ocupată de stele de masă mică până la medie (de la la 0,6 până la 10 mase solare). Toate stelele de acest tip trec prin această perioadă spre sfârșitul vieții lor.
La observare, o stea AGB nu se distinge de o gigantă roșie. Totuși, structura sa interioară conține: (1) un nucleu inert compus din carbon și din oxigen, (2) o cochilie în care heliul este în fuziune nucleară (combustia heliului), formând astfel carbon, (3) o altă cochilie în care hidrogenul suferă o fuziune nucleară (combustia hidrogenului), formând astfel heliu și (4) o anvelopă de mari dimensiuni a cărei compoziție se aseamănă cu aceea a stelelor mai comune.